# Grad Kroměříž
Grad  Kroměříž (češko Zámek Kroměříž ali  Arcibiskupský zámek) je bil glavna rezidenca škofov in od leta  1777 nadškofov Olomouca.

## Zgodovina
Prvo rezidenco na območju gradu je ustanovil škof Stanislas Thurzo leta 1497. Palača je bila zgrajena v poznogotskem slogu z nekaj renesančnimi podrobnostmi. Med tridesetletno vojno jo je leta 1643 izropala švedska vojska.
Leta 1664 škof iz močne liechtensteinske družine zadolžil arhitekta  Filiberta Luccheseja, da obnovi palačo v baročnem slogu. Glavni spomenik  Lucchesejevega dela v Kroměřížu je vrt pred gradom. Po  Lucchesejevi smrti leta 1666 je njegovo delo na vrtu dokončal Giovanni Pietro Tencalla in palačo prenovil v slogu, ki spominja  na  torinsko šolo, kateri je pripadal. 
Po velikem požaru marca 1752, ki je uničil velik del gradu, je škof  Maximilian Reichsgraf von Hamilton najel najel vodilna cesarska umetnika Franza Antona Maulbertscha in Josefa Sterna, da poslikata  palačne dvorane. V palači je razen njunih del tudi velika zbirka umetnin, ki se šteje za drugo najlepšo na Češkem. V zbirki je tudi  zadnja Tizianova mitološka slika  Odiranje Marsija. Največji del zbirke je pridobil škof Karel v Kölnu. V palači je tudi obsežen glasbeni arhiv in knjižnica s 33.000 zvezki.

## Arhitektura
Palača in vrt sta bila leta 1998 vpisana na Unescov seznam svetovne kulturne dediščine. V obrazložitvi piše: 
»Grad je dober, vendar ne izjemen primer aristokratske  ali knežje rezidence, ki so se ohranile v Srednji Evropi. Za razliko od gradu je vrt zelo redek in večinoma nedotaknjen primer baročnega vrta.«
Razen uradnega baročnega vrta je v sklopu gradu tudi manj uraden angleški vrt iz 19. stoletja, ki je bil med poplavami leta 1997 poškodovan. 

## Zanimivosti
Palačne dvorane so v filmu Miloša Formana Amadeus (1984) služile kot nadomestek za dvorane v dunajski cesarski palači Hofburg. V glavni sprejemni dvorani je bil posnet tudi film Immortal Beloved (1994),  biografija skladatelja Ludwiga van Beethovna.

## Sklic
1. ↑  WORLD HERITAGE LIST Kromeríz (Czech Republic) No 860 (PDF). whc.unesco.org/. Unesco.